# Haislan García
Haislan Veranes García (4 de marzo de 1983) es un luchador de estilo libre canadiense de origen cubano. Participó en dos Juegos Olímpicos. Logró un séptimo lugar en Juegos Olímpicos de Londres 2012 y la 16.ª posición en Juegos Olímpicos de Pekín 2008 en la categoría de 66 kg. Participó en seis Campeonatos Mundiales, consiguiendo un quinto puesto en 2010. Ganó una medalla de bronce en los Juegos Panamericanos de 2015. Cuatro veces subió al podio de los Campeonatos Panamericanos, ha totalizado dos medallas de plata y dos de bronce.